# Vrije Patriottische Beweging
De Vrije Patriottische Beweging (FPM) (Arabisch: التيار الوطني الحر, at-Tayyār al-Waṭanī al-Horr) is een politieke partij in Libanon. De steun van de partij komt voor een groot deel uit de Libanese christelijke gemeenschap. De leider van de partij is Michel Aoun. Het is de belangrijkste partij in de pro-Syrische 8-maart-beweging.
De partij komt op voor de rechten van de Libanese expats en steunt een relatief hoog minimumloon. De steun voor de partij komt voornamelijk uit christelijke hoek maar ook sjiitische moslims steunen de partij.